# Lisette Model
Lisette Model (* 10. November 1901 in Wien als Elise Amelie Felicie Stern, 1903 änderte die Familie den Namen auf Seybert; † 30. März 1983 in New York) war eine US-amerikanische Fotografin. Sie war Mitglied der Photo League in New York. Die Photo League war eine Organisation von Fotografen in New York City, die sich der Dokumentation des Lebens in den Arbeitervierteln widmete. Sie wurde 1936 gegründet und bot ihren Mitgliedern Schulungen, Ausstellungsräume und eine Plattform für den Austausch über soziale und kreative Themen. Die Photo League spielte eine wichtige Rolle bei der Entwicklung der sozialdokumentarischen Fotografie in den USA.

## Leben und Werk
Lisette Model studierte ab 1920 neben Harmonielehre und Kontrapunkt bei Arnold Schönberg sowie Gesang bei Marie Gutheil-Schoder. Nach dem Tod ihres Vaters verließ sie 1926 mit ihrer Mutter und ihrer jüngeren Schwester Olga Wien und pendelte zwischen Paris und Nizza in Südfrankreich. In Paris setzte sie ihre Gesangsausbildung fort, wandte sich jedoch um 1933 völlig von der Musik ab und widmete sich der Fotografie.
Bei einer Reise nach Nizza lernte sie ihren Mann, den Maler Evsa Model, kennen. In Nizza produzierte sie 1934 eine ironische Bilderserie über die Nobelurlauber an der Promenade des Anglais, die 1935 mit einem sozialkritischen Kommentar in der Zeitschrift Regards, einem Organ der kommunistischen Partei, veröffentlicht wurde. Damit gelang ihr der Durchbruch im Bereich der Straßenfotografie. 1937 war sie Schülerin bei der surrealistischen Fotografin Florence Henri.
1938 emigrierte sie mit ihrem Mann in die Vereinigten Staaten. Dort bekam sie Kontakt zu einflussreichen Persönlichkeiten wie Alexei Brodowitsch, dem Art Director von Harper’s Bazaar, für das sie auch Aufträge übernahm, und den Fotografen Ansel Adams und Berenice Abbott. Model fotografierte in New Yorker Hotels, Bars und Nachtlokalen der Lower East Side und Badende in Coney Island. Außerdem entstanden die formalistischen Arbeiten Schaufenster-Spiegelungen und Laufende Beine.
Um das FBI während der McCarthy-Ära von ihrer Bilderserie in Regards abzulenken, datierte sie ihre Fotoserie über die Promenade des Anglais im Nachhinein auf 1937 um. Zu den bekannten Persönlichkeiten, die sie porträtierte, gehören Frank Sinatra, Georges Simenon und Valeska Gert. 1952 begann sie eine Fotoserie über Jazz. Sie fotografierte unter anderem Louis Armstrong und Ella Fitzgerald.
Seit 1949 unterrichtete sie Fotografie an der California School of Fine Arts (1961 umbenannt in San Francisco Art Institute) und ab 1951 bis zu ihrem Tod an der New School for Social Research in New York City. Ihre bekanntesten Schüler waren Diane Arbus und Bruce Weber; weiter zu nennen sind Larry Fink und Shelly Rusten.
Lisette Model starb 1983 in einem New Yorker Krankenhaus.

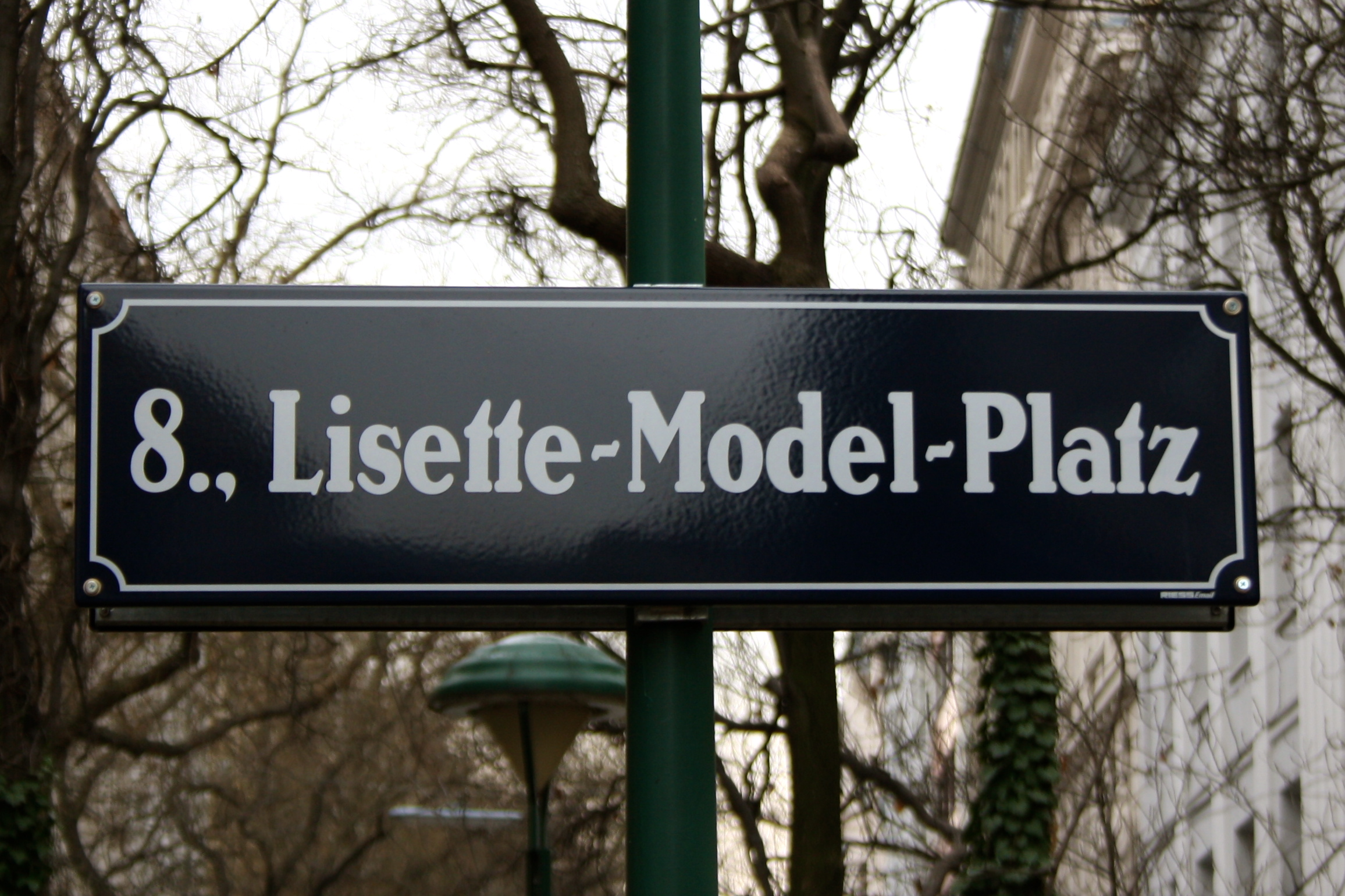
Straßenschild des Lisette-Model-Platzes in der Wiener Josefstadt

Im Jahr 2016 wurde im 8. Wiener Gemeindebezirk Josefstadt der Lisette-Model-Platz nach ihr benannt.

## Ausstellungen
1940 wurden Models Fotos im Rahmen einer Gruppenausstellung im Museum of Modern Art gezeigt, Einzelausstellungen erfolgten 1941, 1943 und 1946 in der Galerie der Photo League in New York, im Art Institute of Chicago und dem Museum The Californian Palace of the Legion of Honor in San Francisco.